# Alstonia balansae
Alstonia balansae är en oleanderväxtart som beskrevs av André Guillaumin. Alstonia balansae ingår i släktet Alstonia och familjen oleanderväxter. Inga underarter finns listade i Catalogue of Life.